# فهرست نخست‌وزیران کویت
فهرست نخست‌وزیران کویت (عربی: قائمة رؤساء وزراء الکویت)
نخست‌وزیر دولت کویت دومین مقام عالی‌رتبه کویت و رئیس دولت کویت است.
جابر احمد الصباح، دیرتر امیر کویت در تاریخ ۱۷ ژانویه ۱۹۶۲ اولین نخست‌وزیر کویت بود. احمد نواف احمد الصباح نخست‌وزیر کنونی کشور کویت از تاریخ ۲۲ ژوئیه ۲۰۲۳ می‌باشد.

## نخست وزیران کویت (۱۹۶۲–تاکنون)
| # | نام (زاده-درگذشته)                    | تصویر | Took Office    | Left Office     |
| - | ------------------------------------- | ----- | -------------- | --------------- |
| ۱ | جابر احمد الصباح (۱۹۲۶–۲۰۰۶)          |       | ۱۷ ژانویه ۱۹۶۲ | ۲ فوریه ۱۹۶۳    |
| ۲ | صباح سالم الصباح (۱۹۱۳–۱۹۷۷)          |       | ۲ فوریه ۱۹۶۳   | ۳۰ نوامبر ۱۹۶۵  |
| * | جابر احمد الصباح، بار دوم (۱۹۲۶–۲۰۰۶) |       | ۳۰ نوامبر ۱۹۶۵ | ۸ فوریه ۱۹۷۸    |
| ۳ | سعد عبدالله سالم الصباح (۱۹۳۰–۲۰۰۸)   |       | ۸ فوریه ۱۹۷۸   | ۱۳ ژوئیه ۲۰۰۳** |
| ۴ | صباح احمد جابر صباح (۱۹۲۹–۲۰۲۰)       |       | ۱۳ ژوئیه ۲۰۰۳  | ۳۰ ژانویه ۲۰۰۶  |
| ۵ | ناصر المحمد الاحمد الصباح (۱۹۴۰ –)    |       | ۳۰ ژانویه ۲۰۰۶ | ۴ دسامبر ۲۰۱۱   |
| ۶ | جابر مبارک الحمد الصباح (۱۹۴۲ –)      |       | ۴ دسامبر ۲۰۱۱  | ۱۹ نوامبر ۲۰۱۹  |
| ۷ | صباح الخالد الصباح (۱۹۵۳ –)           |       | ۱۹ نوامبر ۲۰۱۹ | Incumbent       |